# Orísoain
Orísoain (en basque Orisoain) est une ville et une commune de la communauté forale de Navarre, située à 30,5 km de sa capitale, Pampelune, dans le Nord de l'Espagne.
Elle est située dans la zone non bascophone de la province. Le castillan est la seule langue officielle alors que le basque n’a pas de statut officiel.

## Géographie

### Localités limitrophes
Garínoain à l'ouest, Olóriz au nord et Leoz à l'est et au sud.

## Administration
Le secrétaire de mairie est aussi celui de Garínoain et Unzué.

## Démographie
| 1897                         | 1900 | 1930 | 1940 | 1950 | 1960 | 1970 | 1975 | 1981 | 1991 |
| ---------------------------- | ---- | ---- | ---- | ---- | ---- | ---- | ---- | ---- | ---- |
| 280                          | 242  | 208  | 200  | 188  | 153  | 106  | 79   | 76   | 102  |
| Sources: Wikipedia espagnole |      |      |      |      |      |      |      |      |      |

| Évolution démographique                                  | Évolution démographique | Évolution démographique | Évolution démographique | Évolution démographique | Évolution démographique | Évolution démographique | Évolution démographique | Évolution démographique | Évolution démographique | Évolution démographique |
| 1996                                                     | 1998                    | 1999                    | 2000                    | 2001                    | 2002                    | 2003                    | 2004                    | 2005                    | 2006                    | 2007                    |
| -------------------------------------------------------- | ----------------------- | ----------------------- | ----------------------- | ----------------------- | ----------------------- | ----------------------- | ----------------------- | ----------------------- | ----------------------- | ----------------------- |
| 98                                                       | 93                      | 103                     | 99                      | 100                     | 92                      | 88                      | 85                      | 87                      | 84                      | 81                      |
| Sources: Orísoain et instituto de estadística de navarra |                         |                         |                         |                         |                         |                         |                         |                         |                         |                         |

### Sources
- (es) Cet article est partiellement ou en totalité issu de l’article de Wikipédia en espagnol intitulé « Orísoain » (voir la liste des auteurs).